# Consuelo de Saint-Exupéry
Consuelo de Saint-Exupéry (rodným jménem Suncín de Sandoval; 10. dubna 1901 Armenia, Salvador – 28. května 1979 Grasse, Francie) byla salvadorsko-francouzská spisovatelka a umělkyně. Byla provdaná za francouzského spisovatele a aristokrata Antoine de Saint-Exupéry, pro kterého byla jeho velkou múzou. V jeho nejslavnější knize Malý princ je zobrazena postavou Růže.

## Brzký život
Narodila se 10. dubna roku 1901 v městečku Armenia v Salvadoru. Její otec byl bohatý obchodník s kávou. Vyrostla tedy v bohatství a luxusu. Kvůli jejímu astmatu byla otcem poslána studovat do Ameriky, do San Franciska. Později studovala také v Mexiko City a Francii.

## Osobní život
Její první manželství bylo s mexickým armádním kapitánem Ricardem Cárdenasem, kterého potkala v USA. Jejich manželství skončilo oficiálně rozvodem, byť Consuelo často lhala, že Ricardo padl v bojích mexické revoluce. Rozvedené ženy byly v minulosti stigmatizovány společností, takže bylo výhodnější být vnímána jako vdova než rozvedená žena. Ve Francii poté potkala, a poté si vzala Enrique Gómez Carrillo, guatemalského spisovatele, diplomata a žurnalistu. V roce 1927 se po jeho smrti usídlila v residenci v Buenos Aires.

## Kariéra
V roce 1931 potkala francouzského aristokrata, umělce, spisovatele a průkopnického pilota Antoine de Saint-Exupéry, který z ní udělal hraběnku. V té době byla jednou rozvedená, jednou ovdovělá salvadorská spisovatelka a umělkyně, která byla známá jako šibal posednutý bohémským duchem. Saint-Exupéry byl očarován touto maličkou ženou. Hodně od ní odcházel, a poté se zase vrátil. Byla také jeho múzou, ale i zdrojem jeho úzkosti. Jejich manželství ale nebylo úplně ideální. Saint-Exupéry hodně cestoval, a podle jeho biografií měl hodně mimomanželských afér. Hlavně s Francouzkou Hélène de Vogüé (1908-2003), známá jako Nelly, nebo Madame B. Consuelo měla také hodně afér.
Po zmizení manžela v roce 1944 se rozhodla napsat memoár svého života, který poté uložila do zamčeného kufru ve svém domě. Dvě dekády po její smrti v roce 1979 našel tento memoár s názvem The tales of the Rose její dědic a dlouhodobý zaměstnanec José Martinez-Fructuoso. Našel ho společně se svojí ženou Martine. Alan Vircondelet, editor Saint-Exupéryho životopisu, tento memoár upravil, opravil její francouzštinu a rozdělil do kapitol. Kniha byla publikována v roce 2000 - přesně jedno století po narození Antoine de Saint-Exupéry, 29. června 1900. Do roku 2011 byla přeložena do šestnácti jazyků.

## Smrt
Zemřela 28. května 1979 ve věku 78 let. Je pohřbená v Paříži na hřbitově Père Lachaise, společně se svým druhým manželem Enrique Gómez Carrillo.

## Role v Malém Princi
I přes bouřlivý vztah Antoine a Consuely, ji měl pořád při srdci. Consuelo trpěla astmatem, takže byla vzorem pro překrásnou, marnou, ale citlivou růži, Známá jako The Rose, kterou chránil pod sklem na planetě Asteroid B-612.
Saint-Exupéryho nevěra a pochybnosti o jeho manželství jsou symbolizovány i v díle, když princ navštíví Zemi. V novele Liška říká princovi, že jeho Rose je jedinečná a zvláštní, protože ona je ta, kterou miluje.
Princův domovský asteroid je území pro tři malé sopky, pravděpodobně inspirované Consuelinou domovskou zemí Salvador, známou také jako „Země sopek“. Tří sopky v sopečném komplexu Cordillera de Apaneca, které jsou přímo viditelné z arménského rodného města Consuely v Salvadoru. Dvě aktivní sopky byly inspirovány sopkou Santa Ana a Izalco, který pravděpodobně chrlil popel a lávu, když Antoine navštívil Salvador. Spící sopka je Cerro Verde.